# Saben Lee

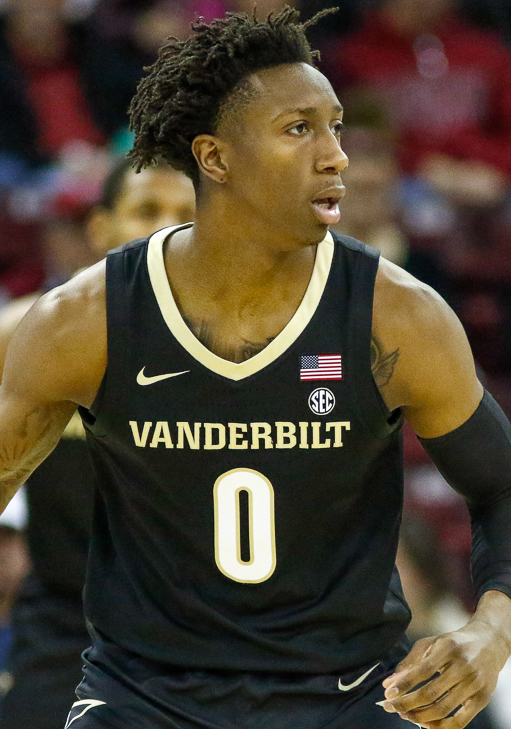
Saben Lee, 2020.

Saben Anthonia Lee, född 23 juni 1999 i Saint Louis i Missouri, är en amerikansk professionell basketspelare (PG) som spelar för Phoenix Suns i National Basketball Association (NBA). Han har tidigare spelat för Detroit Pistons och Philadelphia 76ers.
Lee draftades av Utah Jazz i andra rundan i 2020 års draft som 38:e spelare totalt.
Innan han blev proffs studerade Lee vid Vanderbilt University och spelade för deras idrottsförening Vanderbilt Commodores.
Han är son till Amp Lee och kusin till Trent Forrest.